# (220) Stephania
(220) Stephania ist ein Asteroid des inneren Hauptgürtels, der am 19. Mai 1881 vom österreichischen Astronomen Johann Palisa an der Universitätssternwarte Wien entdeckt wurde. Es war seine erste Asteroidenentdeckung in Wien nach seinem Wechsel von der Marine-Sternwarte Pola in Istrien.
Der Asteroid wurde benannt zu Ehren von Prinzessin Stephanie von Belgien, die im Jahr der Entdeckung Erzherzog Rudolf (1858–1889), Kronprinz von Österreich und einziger Sohn von Kaiser Franz Joseph I. (1830–1916), heiratete. Rudolfs spätere Romanze mit einer Hofschönheit, Baronin Mary Vetsera, führte zu einer der meistdiskutierten Tragödien der Zeit, als sie tot in seinem Jagdschloss in Mayerling bei Wien aufgefunden wurden. Die Benennung erfolgte 1884 durch Seine Majestät den Kaiser von Österreich.

## Wissenschaftliche Auswertung
Aus Ergebnissen der IRAS Minor Planet Survey (IMPS) wurden 1992 erstmals Angaben zu Durchmesser und Albedo für zahlreiche Asteroiden abgeleitet, darunter auch (220) Stephania, für die damals Werte von 31,1 km bzw. 0,07 erhalten wurden. Eine Auswertung von Beobachtungen durch das Projekt NEOWISE im nahen Infrarot führte 2011 zu vorläufigen Werten für den Durchmesser und die Albedo im sichtbaren Bereich von 35,1 km bzw. 0,06. Die Werte wurden 2014 nach neuen Messungen auf 31,7 km bzw. 0,07 geändert. Nach der Reaktivierung von NEOWISE im Jahr 2013 und Registrierung neuer Daten wurden die Werte 2016 angegeben mit 38,5 km bzw. 0,03, diese Angaben beinhalten aber hohe Unsicherheiten.
Eine spektroskopische Untersuchung von 820 Asteroiden zwischen November 1996 und September 2001 am La-Silla-Observatorium in Chile ergab für (220) Stephania eine taxonomische Klassifizierung als X- bzw. Xk-Typ. Weitere spektroskopische Untersuchungen im Infraroten am 21. November 2004 mit dem Telescopio Nazionale Galileo (TNG) auf La Palma führten zu einer taxonomischen Einstufung als C-Typ.
Vom 18. August bis 15. September 1993 wurden an der Außenstelle Tschuhujiw des Charkiw-Observatoriums in der Ukraine erstmals photometrische Messungen des Asteroiden durchgeführt. Aus der gewonnenen Lichtkurve konnte eine Rotationsperiode von 18,198 h abgeleitet werden.

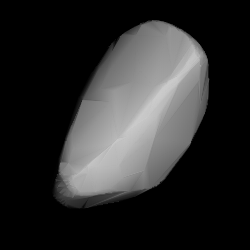
Berechnetes 3D-Modell von (220) Stephania

Aus archivierten photometrischen Daten und Lichtkurven wurden dann in einer Untersuchung von 2013 Gestaltmodelle des Asteroiden mit zwei möglichen Alternativen für die Ausrichtung der Rotationsachse für eine retrograde Rotation sowie eine Rotationsperiode zu 18,2087 h bestimmt. Eine Auswertung kombinierter optischer und thermischer Infrarot-Daten führte in einer Untersuchung von 2017 zu Werten für den Durchmesser und die Albedo des Asteroiden von 32–34 km bzw. 0,08. Außerdem konnten zwei alternative Rotationsachsen bestimmt werden, die sehr ähnlich zu den bereits zuvor bestimmten waren.
Im Jahr 2021 wurde aus archivierten Daten und photometrischen Messungen von Gaia DR2 erneut eine Rotationsachse mit retrograder Rotation berechnet. Die Rotationsperiode wurde dabei zu 18,2088 h bestimmt. Aus archivierten Daten des Asteroid Terrestrial-impact Last Alert System (ATLAS) aus dem Zeitraum 2015 bis 2018 konnte in einer Untersuchung von 2022 mit der Methode der konvexen Inversion eine Rotationsperiode von 18,2086 h berechnet werden.
Eine Untersuchung von 2022 bestimmte Gestaltmodelle und Rotationsachsen von 55 Asteroiden, um bestätigende Beweise für ihre mögliche Zugehörigkeit zu einer ursprünglichen Asteroidenfamilie (siehe unten) zu liefern. Aus archivierten Daten der Catalina Sky Survey, des United States Naval Observatory (USNO), ATLAS, der All-Sky Automated Survey for Supernovae (ASAS-SN), der Zwicky Transient Facility (ZTF) am Palomar-Observatorium und von Gaia DR2 wurde für (220) Stephania eine Rotationsachse mit retrograder Rotation und eine Periode von 18,2087 h bestimmt.

## Ursprüngliche Asteroidenfamilie
Ein Viertel der bekannten Asteroiden gehört zu mehr als 100 verschiedenen Asteroidenfamilien, d. h. diese Asteroiden entstanden als Einschlagfragmente der Mutterkörper der jeweiligen Familie. Eine Untersuchung von 2017 entdeckte eine etwa 4 Milliarden Jahre alte Asteroidenfamilie, die sich über den gesamten inneren Teil des Hauptgürtels erstreckt und zu deren Mitgliedern wahrscheinlich die meisten der dunklen Asteroiden des taxonomischen C-Typs gehören, die bisher keinen Familien zugeordnet wurden. Als ein mögliches Mitglied wurde dabei auch (220) Stephania identifiziert. Trotz der geringen Albedo wurde es aber in einer Untersuchung von 2022 wegen des taxonomischen X-Typs für möglich angesehen, dass es sich bei ihr auch um einen nicht zu der ursprünglichen Familie gehörenden Eindringling (Interloper) handeln könnte.